# Молозин, Виктор Васильевич
Ви́ктор Васи́льевич Моло́зин — советский хозяйственный деятель, Герой Социалистического Труда.

## Биография
Родился в 1935 году в селе Осколково.
С 1950 года — на хозяйственной работе. В 1950—2005 годах — конюх в колхозе имени Калинина, комбайнер, военнослужащий Советской Армии, тракторист, монтёр пути строительно-монтажного поезда № 227 на линии от станции Алтайская до города Камень-на-Оби, бригадир монтёров пути строительно-монтажного поезда № 522 управления строительства «Тюменьстройпуть» Министерства транспортного строительства СССР.
Указом Президиума Верховного Совета СССР от 12 мая 1977 года присвоено звание Героя Социалистического Труда с вручением ордена Ленина и золотой медали «Серп и Молот».
Делегат XXVII съезда КПСС.
Живёт в Тюмени.